# Ferdinando Montuschi
(Ferdinando Montuschi)
Ferdinando Montuschi (Imola, 21 agosto 1935) è uno psicologo e pedagogista italiano.

## Biografia
Psicologo e psicoterapeuta, laureatosi in filosofia nel 1958 all'Università degli Studi di Roma La Sapienza e specializzatosi in psicologia nel 1966, dopo aver insegnato come ordinario di pedagogia all'Università di Macerata dal 1981 al 1992, è oggi professore emerito dell'Università degli Studi Roma Tre, dove ha tenuto la cattedra di pedagogia generale dal 1992 fino al pensionamento, nonché presieduto il corso di laurea in Scienze della formazione primaria. È uno dei protagonisti della pedagogia speciale, a cui ha dato importanti contributi. Si è prevalentemente occupato di problemi riguardanti l'apprendimento, le dinamiche di gruppo, le relazioni interpersonali e, soprattutto, il rapporto fra intelligenza e affettività, anticipando di molti anni le basi concettuali dei moderni costrutti dell'intelligenza emotiva.
Membro di diversi comitati e commissioni ministeriali per l'istruzione pubblica e gli affari sociali, ha fatto parte dell'Osservatorio permanente per le problematiche degli alunni in situazione di handicap e della Commissione nazionale per la lotta contro la droga, entrambi d'istituzione ministeriale. Recentemente, si è occupato anche di counseling e delle possibili applicazioni dell'analisi transazionale alla psicopedagogia, insegnando in alcune scuole di specializzazione. È anche membro della commissione italiana per l'UNESCO per i programmi educativi.
Ha ricevuto nel 2020 il "Premio alla Carriera" da parte della Società Italiana di Pedagogia.

## Opere principali
- La personalità in prospettiva sociale (con Roberto Zavalloni), Editrice La Scuola, Brescia, 1973.
- L'intelligenza affettiva. Rilevazioni e osservazioni sul comportamento infantile, Editrice La Scuola, Brescia, 1974.
- Educazione e sperimentazione (con Mario Mencarelli), Editrice La Scuola, Brescia, 1974; 1980.
- Pedagogia della valutazione scolastica (con Elio Damiano, Mario Mencarelli, Cesare Scurati e Gian Leonildo Zani), Editrice La Scuola, Brescia, 1975.
- Apprendimento, Editrice La Scuola, Brescia, 1976.
- Comunicazione e vita di gruppo. Riflessioni e osservazioni su gruppi religiosi, Editrice La Scuola, Brescia, 1976.
- Scuola senza voti, Editrice La Scuola, Brescia, 1977.
- Valutazione scolastica e scheda dell'alunno, Editrice La Scuola, Brescia, 1978.
- Vita affettiva e percorsi dell'intelligenza, Editrice La Scuola, Brescia, 1983.
- Competenza affettiva e apprendimento. Dalla alfabetizzazione affettiva alla pedagogia speciale, Editrice La Scuola, Brescia, 1993.
- La personalità di Paolo: un approccio psicologico alle lettere paoline (con Giulio Cirignano), EDB-Edizioni Dehoniane Bologna, Bologna, 1996.
- Marco, un vangelo di paura e di gioia. Esegesi e psicologia di sentimenti contrapposti (con Giulio Cirignano), EDB, Bologna, 2002.
- Fare ed essere. Il prezzo della gratuità nell'educazione, Cittadella Editrice, Assisi (PG), 2002.
- L'aiuto fra solidarietà e inganni. Le parole per capire e per agire, Cittadella Editrice, Assisi (PG), 2002.
- Costruire la famiglia. Vita di coppia, educazione dei figli con l'analisi transazionale, Cittadella Editrice, Assisi (PG), 2004.
- Nuovi adolescenti. Dalla conoscenza all'incontro (con Augusto Palmonari), EDB, Bologna, 2006.
- Scoprire la vita nella terza età. Gli anziani si raccontano (curata assieme a Gabriella Persico), Cittadella Editrice, Assisi (PG), 2006.
- «Come te stesso»: la misura dell'amore (con Giulio Cirignano), EDB, Bologna, 2007.
- Silenzi e parole nelle relazioni, Cittadella Editrice, Assisi (PG), 2009.
- Aiutare i giovani a progettare la vita. La sfida educativa, oggi (con Lorenzo Leuzzi), Edizioni OCD, Roma, 2009.
- Scoprire di esistere, decidere di vivere. Le molte facce della ingiunzione «non esistere» (con Silvia Attanasio Romanini, Antonella Fornaro), FrancoAngeli, Milano, 2009.
- Diventare piccoli per essere grandi. Il bambino libera e completa l'adulto, Cittadella Editrice, Assisi (PG), 2011.
- Dai fatti all'educazione. Commenti, problemi, prospettive educative, Cittadella Editrice, Assisi (PG), 2013.
- Gli equilibri dell'amore. Cura di sé e identità personale, EDB, Bologna, 2014.

Alcuni di questi testi sono stati tradotti in altre lingue.